# Комлев, Владимир Сергеевич
Влади́мир Серге́евич Ко́млев (род. 2 октября 1976, Москва, СССР) — российский учёный, специалист в области биоматериалов. Доктор технических наук, директор Института металлургии и материаловедения им. А. А. Байкова Российской академии наук (ИМЕТ РАН). Лауреат премии Президента РФ в области науки и инноваций для молодых учёных за 2011 год. Член-корреспондент РАН по Отделению химии и наук о материалах с 2016 года, профессор РАН.

## Биография
В. С. Комлев родился в 1976 году в Москве. Со школьных лет интересовался химией. В 1999 г. окончил физико-химический факультет Московского института стали и сплавов (МИСиС). Затем обучался в аспирантуре Института физико-химических проблем керамических материалов (ИПК) РАН, в 2001 году досрочно защитил кандидатскую диссертацию.
До 2008 года работал в ИПК РАН, в 2006—2008 гг. являлся учёным секретарём института. Выезжал для исследований во Францию, Италию, Германию — суммарно, пробыл за границей пять лет. В 2008 году ИПК был присоединён к ИМЕТ РАН, и В. С. Комлева перевели в ИМЕТ РАН на должность ведущего научного сотрудника лаборатории керамических композиционных материалов. В 2011 г. он стал доктором технических наук. В настоящее время (2018 г.) является директором ИМЕТ РАН.
Весной 2016 г. получил почётное учёное звание «Профессор РАН», а осенью того же года был избран членом-корреспондентом РАН (по специальности «конструкционные материалы»).

## Научная работа и достижения
Предмет профессиональной деятельности Комлева — создание биосовместимых материалов для применения в различных областях медицины (замещение и пластика костных дефектов; средства локализованной и пролонгированной доставки лекарственных препаратов в организм; регенеративная медицина; покрытия на металлические имплантаты).
Комлевым проведены комплексные междисциплинарные исследования взаимосвязи физико-химических свойств разработанных материалов с их биологическим поведением, включающие весь инновационный цикл вплоть до создания технологий и организации производства. Многие из разработанных материалов не имеют отечественных аналогов, а их себестоимость в 2-5 раз ниже зарубежных вариантов. Получено разрешение Росздравнадзора на изготовление и применение разработанных изделий медицинского назначения на территории страны. Ряд материалов внедрён в опытное производство, используется в амбулаторной и клинической практике в челюстно-лицевой хирургии и при лечении злокачественных образований.
Основные научные результаты Комлева:
- разработаны принципы формирования архитектуры, микро- и нано- структуры пористых керамических и композиционных материалов, обеспечивающих высокие механические свойства в сочетании с клинической эффективностью при хирургических вмешательствах;
- разработаны методы повышения прочности пористой биокерамики, в частности посредством инфильтрации биосовместимых полимеров в керамические каркасы; созданы биосовместимые резорбируемые гибридные композиты на основе биополимеров и фосфатов кальция;
- разработаны инновационные методы аттестации биоматериалов с использованием микротомографии и компьютерного моделирования, позволяющие предсказывать структурные свойства материалов при их имплантации в организм человека;
- разработаны персонализированные ген-активированные имплантаты для костной пластики[6];
- созданы основы аддитивного производства минерал-полимерных матриксов для тканеинженерных конструкций.

## Научные публикации
Результаты работы Комлева составили содержание более чем 400 публикаций, среди которых 5 монографий и 29 патентов РФ. Индекс Хирша — 35 (по данным Google Scholar). Некоторые труды:
книги
- Баринов С. М., Комлев В. С. // Биокерамика на основе фосфатов кальция // М.: Наука, 2005, 204 c.
- Barinov S.M., Komlev V.S. // Calcium phosphate based bioceramics for bone tissue engineering // Trans Tech Publications LTD, Key Eng. Mater., 2008, 170 p.
- Бениашвили Р. М., Кулаков А. А., Гурин А. Н., Григорьянц Л. А., Комлев В. С., Семкин В. А.  // Десневая и костная пластика в дентальной имплантологии // М.: ГЭОТАР-Медиа, 2017, 240 с.

статьи
- Mastrogiacomo M., Muraglia A., Komlev V., Peyrin F., Rustichelli F., et al. // Tissue engineering of bone: search for a better scaffold // Orthodontics & craniofacial research, 2005, v. 8, № 4, pp. 277—284 статья
- Komlev V.S., Mastrogiacomo M., Pereira R.C., et al. // Biodegradation of porous calcium phosphate scaffolds in an ectopic bone formation model studied by X-ray computed microtomography // European Cells and Materials, 2010, v. 19, pp. 136—146 аннотация
- Giuliani A., Frati C., Rossini A., Komlev V.S., Lagrasta C., Savi M., et al. // High-resolution X-ray microtomography for three-dimensional imaging of cardiac progenitor cell homing in infarcted rat hearts // Journal of Tissue Engineering and Regenerative Medicine, 2011, v. 5, № 8, pp. e168—e178 аннотация
- Popov V.K., Komlev V.S., Chichkov B.N. // Calcium phosphate blossom for bone tissue engineering // Materials Today, 2014, v. 17, № 2, pp. 96—97 аннотация
- Komlev V.S., Barinov S.M., Bozo I.I., et al. // Bioceramics composed of octacalcium phosphate demonstrate enhanced biological behavior // ACS Applied Materials and Interfaces, 2014, v. 6, № 19, pp. 16610—16620 аннотация
- Komlev V.S., Popov V.K., Mironov A.V., et al. // 3D Printing of octacalcium phosphate bone substitutes // Front Bioeng Biotechnol., 2015, v. 3, № 81, doi: 10.3389/fbioe.2015.00081 статья
- Scheiner S., Komlev V.S., Gurin A.N., Hellmich C. // Multiscale mathematical modeling in dental tissue engineering: toward computer-aided design of a regenerative system based on hydroxyapatite granules, focussing on early and mid-term stiffness recovery // Front. Physiol., 2016, v. 7, doi.org/10.3389/fphys.2016.00383 статья

## Оргработа, популяризация науки
В. С. Комлев входит в состав Координационного совета по делам молодежи в научной и образовательной сферах при Совете при Президенте Российской Федерации по науке и образованию. Является членом Комиссии по кадровым вопросам Совета при Президенте Российской Федерации по науке и образованию.
Ведёт активную работу по пропаганде научных знаний. Выступал в передаче М. В. Ковальчука «Истории из будущего», участвовал в открытых лекциях для школьников, например, об аддитивных технологиях в тканевой инженерии. В своих интервью подчёркивал необходимость создания адекватных условий для привлечения молодёжи в науку.
Комлев является членом учёного совета ИМЕТ РАН, членом редколлегии нескольких научных журналов, в том числе «Материаловедение» (ответственный секретарь), Scientifica, Bioactive Materials, Frontiers in Bioengineering and Biotechnology.
Под руководством Комлева созданы малое инновационное предприятие «БиоНова» и опытное производство изделий медицинского назначения при ИМЕТ.
Сотрудничает с университетами Рима, Милана, Генуи (Италия), Центром синхротронного излучения в Гренобле (Франция), Венским техническим университетом (Австрия) и другими зарубежными организациями.

## Стипендии, награды, признание
- Премия РФФИ за лучшую научно-популярную статью в журнале «Наука в России» (2005 г.).
- Медаль и диплом Российской академии наук с премий для молодых учёных по разделу «Физикохимия и технология неорганических материалов» (2006 г.).
- Грант Президента Российской Федерации для молодых российских учёных[9] (2005, 2008, 2009 гг.).
- Премия и диплом МАИК «Наука/Интерпериодика» за лучшие публикации в журналах РАН (2007, 2013 гг.).
- Лауреат премии Президента Российской Федерации в области науки и инноваций для молодых учёных за 2011 год. Премия присуждена за результаты исследований по созданию биосовместимых керамических и композиционных материалов для новых медицинских технологий восстановления костных тканей[1][10][11].
- Почётное учёное звание «Профессор РАН»[3] (2016 г.).